# مولدن (بيدفوردشير)
مولدن (بالإنجليزية: Maulden)‏ هي قرية و أبرشية مدنية تقع في المملكة المتحدة في إنجلترا. يقدر عدد سكانها بـ 2,900 نسمة .